# Edward Mutesa II

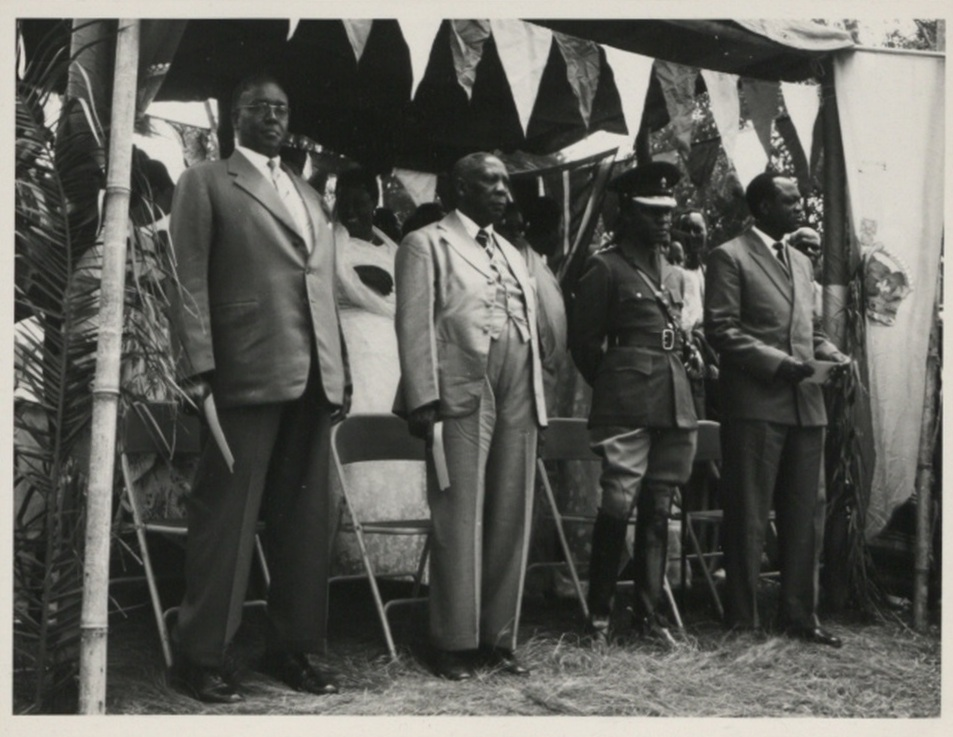
Edward Mutesa II (2e van rechts)

Edward Mutesa II (19 november 1924 - Londen, 21 november 1969) was een Oegandees president (1963-1969). Zijn naam luidde voluit: Sir Edward Frederick William David Walugembe Mutebi Luwangula Mutesa, door aanhangers bijgenaamd King Freddie.
Edward Mutesa II was de zoon van Daudi Cwa II, de koning van Boeganda. Hij was net als zijn vader protestants. In 1939, na het overlijden van zijn reformistische vader, volgde hij deze op als koning van Boeganda, een deelstaat van de toenmalige Britse kolonie Oeganda. Hij zette de hervormingsplannen van zijn vader voort en streefde naar een democratisch Boeganda met een grote mate van autonomie binnen een federaal Oeganda. Toen zijn plannen niet strookten met de opvattingen van het koloniaal bestuur, werd hij korte tijd verbannen. In 1955 keerde hij naar Oeganda terug en hervatte zijn werk als koning. Inmiddels had zijn aanhang de "Koning alleen-partij" (KY, "Kabaka Yekka" = "De koning alleen") opgericht om koning Mutesa II te steunen.
In 1962 werd Oeganda een autonome staat binnen het Brits Gemenebest. De diverse koninkrijken binnen Oeganda verkregen zelfbestuur. Milton Obote van het Oeganda Nationaal Congres (UNC) werd premier en Walter Fleming Coutts gouverneur-generaal. Een jaar later werd het ambt van gouverneur-generaal afgeschaft en werd Oeganda een federale republiek binnen het Gemenebest. Obote zorgde ervoor dat Edward Mutesa II tot president van Oeganda werd verkozen. Dit ambt was overigens toentertijd een ceremonieel ambt.
Spoedig na het aantreden van Mutesa II als president van Oeganda geraakte hij in conflict met premier Obote, omdat de eerste geen genoegen nam met een ceremoniële rol en de premier weigerde macht af te staan. Toen Mutesa II en het parlement in 1966 een onderzoek gelastten naar de vermeende corruptie van Obote, pleegde deze een coup en trok alle macht naar zich toe. Obote schafte de koninkrijken, inclusief Boeganda, af en zette president Mutesa II als president af. Mutesa II vertrok naar Groot-Brittannië en vestigde zich in Londen.
Edward Mutesa II overleed op 21 november 1969 in Londen. Er doen speculaties de ronde dat hij zou zijn vergiftigd. Na de machtsovername van Idi Amin (1971) kreeg Mutesa II een staatsbegrafenis. In 1993 werd de monarchie van Boeganda en van de andere deelstaten in Oeganda hersteld (ceremoniële monarchieën). Thans is Ronald Muwenda Mutebi II (geb. 1955) koning van Boeganda.
Edward Mutesa · Milton Obote · Idi Amin · Yusuf Lule · Godfrey Binaisa · Paulo Muwanga · Presidentiële commissie · Milton Obote · Bazilio Olara-Okello · Tito Okello · Yoweri Museveni